# 聖凱瑟琳山
聖凱瑟琳山（英語：Mount Saint Catherine）是加勒比海島國格林納達的複式火山，位於該國北部的聖馬克區，海拔高度840米，是該國最高點。為構成該島的五個火山中最年輕的火山。
1. 1 2  "Mount Saint Catherine" on Peakbagger.com Retrieved 2 October 2011